# Hot Cross
Hot Cross był zespołem screamo z Filadelfii. Członkowie zespołu grali wcześniej w takich zespołach jak Saetia (Billy Werner i Greg Drudy, który był także pierwszym perkusistą post-punkowego zespołu Interpol), Off Minor (Matt Smith), You and I (Casey Boland), Neil Perry, The Now i Joshua Fit for Battle (Josh Jakubowski). Utwory są zbudowane ze skomplikowanych partii gitarowych, mocno inspirowanych Drive Like Jehu.
2 maja 2006 Hot Cross oficjalnie ogłosił podpisanie kontraktu z Hope Division/Equal Vision Records, i że wyda dla tej wytwórni swój następny album (Risk Revival).
6 lipca 2007 grupa ogłosiła na Myspace zakończenie swojej działalności na czas nieokreślony, przerywając zaplanowaną trasę koncertową.

## Członkowie
- Billy Werner – wokal
- Greg Drudy – perkusja
- Matt Smith – gitara basowa, gitara
- Casey Boland – gitara
- Josh Jakubowski – gitara, gitara basowa (opuścił zespół wiosną 2005)

## Dyskografia

### LPs/CDs
- Risk Revival CD/LP, 20 lutego 2007 (Hope Division/Equal Vision (CD), Level Plane (winyl))
- Cryonics CD/LP, 12 maja 2003 (Level Plane (USA), Sonzai (Japonia), Nova (CD Europa), EWS (winyl Europa), Building (Australia))

### EPs
- Fair Trades & Farewells CDEP/12"EP, 24 maja 2004 (Level Plane (USA), Sonzai (Japonia))
- A New Set of Lungs CDEP/10"/12”, marzec 2001 (Robodog Records (10”), Level Plane (USA), Sonzai (Japonia), Nova (CD Europa), EWS (12” Europa))

### Splity
- Split 7” z The Holy Shroud, październik 2005 (Level Plane (USA), Paranoid Records (Europa))
- Tour Split 7” z Lickgoldensky, 26 marca 2004 (Level Plane/Watson and the Shark)
- Split CDEP/7” z Light the Fuse and Run, 12 maja 2003 (Level Plane/Elictric Human Project (USA), Sonzai (Japonia), Nova (7” Europa))

### Utwory na składankach
- Protect (Fat Wreck, 2005) Tacoma
- 80 Records and We're Not Broke (Yet) (Level Plane, 2005) Better a Corpse Than a Nun